# Thomas Pledl
Thomas Pledl (Bischofsmais, 23 mei 1994) is een Duits voetballer die bij voorkeur als offensieve middenvelder speelt. Hij verruilde in januari 2015 SpVgg Greuther Fürth voor FC Ingolstadt 04.

## Clubcarrière
SpVgg Greuther Fürth nam Pledl in 2012 over uit de jeugdopleiding van TSV 1860 München. In november 2012 debuteerde hij in de Bundesliga, als invaller tegen Hannover 96. In zijn eerste seizoen kwam hij tot zeven competitiewedstrijden, waarvan vier als invaller. Sinds januari 2015 komt hij uit voor FC Ingolstadt 04, waarmee hij op 17 mei dat jaar kampioen van de 2. Bundesliga werd.

## Erelijst
Ingolstadt
- 2. Bundesliga

2014/15
1 Funk ·
2 Hoppe ·
6 Guwara ·
7 Borkowski ·
8 Kanuric ·
9 Heike ·
10 Dittgen ·
11 Grönning ·
16 Malone ·
17 Besuschkow ·
18 Dühring ·
19 Cvjetinović ·
20 Deichmann ·
22 Costly ·
23 Seiffert ·
29 Kopacz ·
30 Drakulic ·
32 Lorenz ·
34 Fröde  ·
37 Testroet ·
38 Zeitler ·
41 Simoni ·
43 Keidel ·
46 Dehler ·
Coach: Wittmann